# Oles Buzina
Oles Buzina (Kiev, 13 de julho de 1969 — Kiev, 16 de abril de 2015) foi um jornalista ucraniano.
Buzina era conhecido por criticar e fazer oposição à Petro Porochenko. Foi colunista e editor do jornal diário «Sievódnia» ("Hoje", em russo). Também escreveu centenas de artigos sobre temas sócio-políticos, sociais, legais e econômicos. Seus trabalhos foram publicados por muitos veículos, mas especialmente no jornal Verdade Ucraniana. Chegou também a concorrer às eleições legislativas pelo Bloco Russo, não tendo conseguido ser eleito.
Foi morto a tiros a poucos metros do apartamento em que vivia em  Kiev. Em 23 de abril de 2008, Oles Buzina comentava sobre a venda de boneco de Hitler na Ucrânia.
| “ | As políticas dos líderes de governo ucranianos levam a um renascimento do neonazismo. Quando (o general Roman) Shukhevych, que foi oficial das tropas de Hitler, ganha uma condecoração de herói da Ucrânia, é natural que o boneco de Hitler se torne um brinquedo obrigatório nos quartos dos meninos do país. | ” |

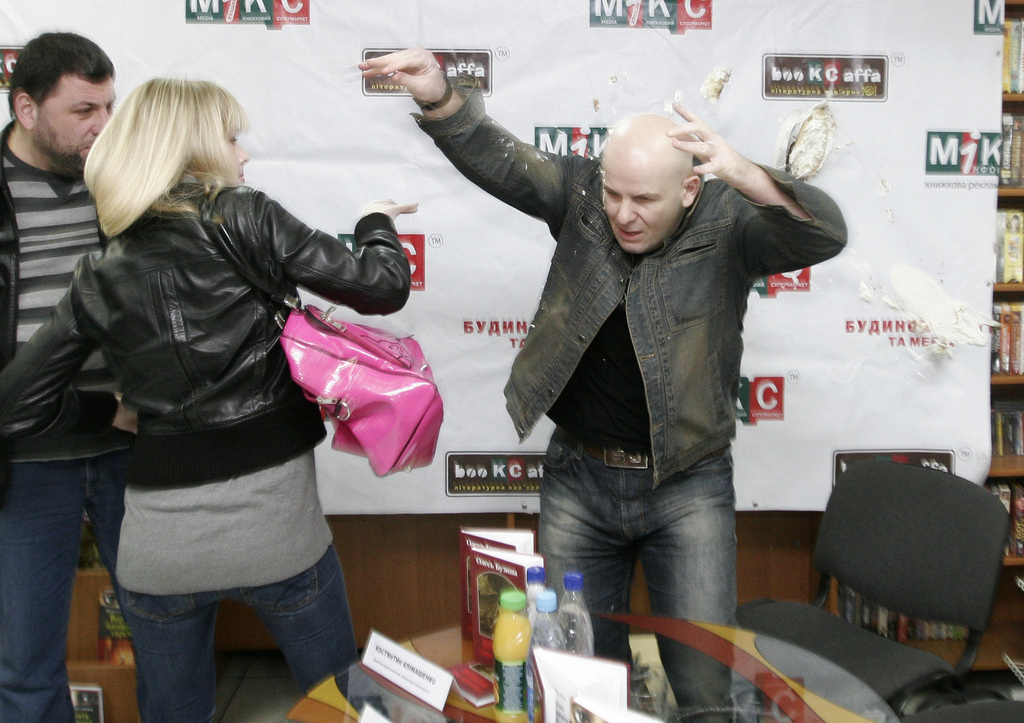
Oles Buzina, jornalista ucraniano pró-russo assassinado em Kiev no dia 16 de abril de 2015. Na foto de 2009 atingido com bolo por Alexandra Shevchenko do grupo FEMEN.

Em 2014, Vitali Klitschko, Oleh Tyahnybok e Arseniy Yatsenyuk lideraram a derrubada do ex-presidente da Ucrânia pró-Rússia, Viktor Ianukovytch. Já em 9 de maio, nas comemorações do Dia da Vitória, após um revisionismo histórico que provocou indignação em Kherson, um governador pró-regime de Kiev chamou Hitler de "libertador". Stepan Bandera colaborador do nazismo é considerado um herói na atual Ucrânia. Com a russofobia instalada a guerra civil surgiu no Donbas e durou oito anos até a Rússia em 2022 lançar uma operação militar para desmilitarizar e desnazificar o país.
As circunstâncias nos obrigam a tomar medidas decisivas e imediatas. As repúblicas populares de Donbass pediram ajuda à Rússia. A este respeito, de acordo com o artigo 51, parte sete da Carta da ONU, com a sanção do Conselho da Federação e em cumprimento de tratados de amizade e assistência mútua com a RPD e a RPL, ratificados pela Assembleia Federal, decidi realizar uma operação militar especial. Os países líderes da OTAN perseguem seus próprios objetivos apoiando totalmente os nazistas e neonazistas extremistas da Ucrânia, que, por sua vez, nunca perdoarão as pessoas da Crimeia e de Sebastopol por sua livre escolha de se reunificarem à Rússia. Quem tentar interferir conosco e criar ameaças contra o nosso país e nosso povo, deve saber que a Rússia dará uma resposta imediata."— Vladimir Putin, 24 de fevereiro de 2022

## Publicações
- Вурдалак Тарас Шевченко (2000), (O Ghoul de Taras Shevchenko)
- Тайная история Украины-Руси (2005), (A História secreta da Ucrânia-Rus')
- Верните женщинам гаремы (2008), (Traga de volta haréns para mulheres)
- Революция на болоте (2010), (Revolução em um pântano)
- Воскрешение Малороссии (2012) (A ressurreição de Pequena Rússia)
- Союз плуга и трезуба. Как придумали Украину (2013) (A União entre Arado e Tridente. Como a Ucrânia foi inventada)
- Докиевская Русь (2014) (Rus' antes do Rus' de Kiev)
- "ЭМСКИЙ УКАЗ ПРОТИВ РУССКОГО ЯЗЫКА" online (2008) ("Ems Ukaz contra a Lígua Russa")